# ヘイトブリード
ヘイトブリード（Hatebreed）は、アメリカ合衆国出身のメタルコア・バンド。
ハードコア・パンクの系譜を受け継ぐ、ニュースクール・ハードコアの代表的グループの一つ。日本には数多く来日している。

## 来歴
1995年にジェイミー・ジャスタ（ボーカル）とルー“ボウルダー”リチャーズ（ギター）が中心となってコネチカット州で結成。自主レーベルからの作品リリースや精力的なライヴ活動により人気を獲得し、インディーレーベルのビクトリー・レコードと契約。1997年に『サティスファクション・イズ・ザ・デス・オヴ・デザイア』でデビュー。アース・クライシス、アグノスティック・フロントからソウルフライ、モーターヘッドとまで、一緒にツアーを回るようになり、2001年にはオズフェスト参加を果たす。
2002年にはメジャーレーベルのユニバーサル・レコードから二作目『パーシヴィランス』をリリース。そして翌年のサードアルバム『ザ・ライズ・オヴ・ブルータリティ』でメタルコアシーンにおける人気を不動のものとした。また、同アルバム収録の『Live For This』により第47回グラミー賞の最優秀メタル・パフォーマンス部門にノミネートされた。
2004年にはスレイヤー、スリップノット、マストドンと共に「The Unholy Alliance Tour」でヨーロッパを回る。
日本には、2000年代以降から数多く来日している。

## メンバー

### 現ラインナップ
- ジェイミー・ジャスタ (Jamey Jasta) - ボーカル (1994- )
- ウェイン・ロジナック (Wayne Lozinak) - リードギター (1994–1996, 2009- )
- フランク・ノヴィネック (Frank Novinec) - リズムギター (2006- )
- クリス・ビーティー (Chris Beattie) - ベース (1994- )
- マット・バーン (Matt Byrne) - ドラムス (2001- )

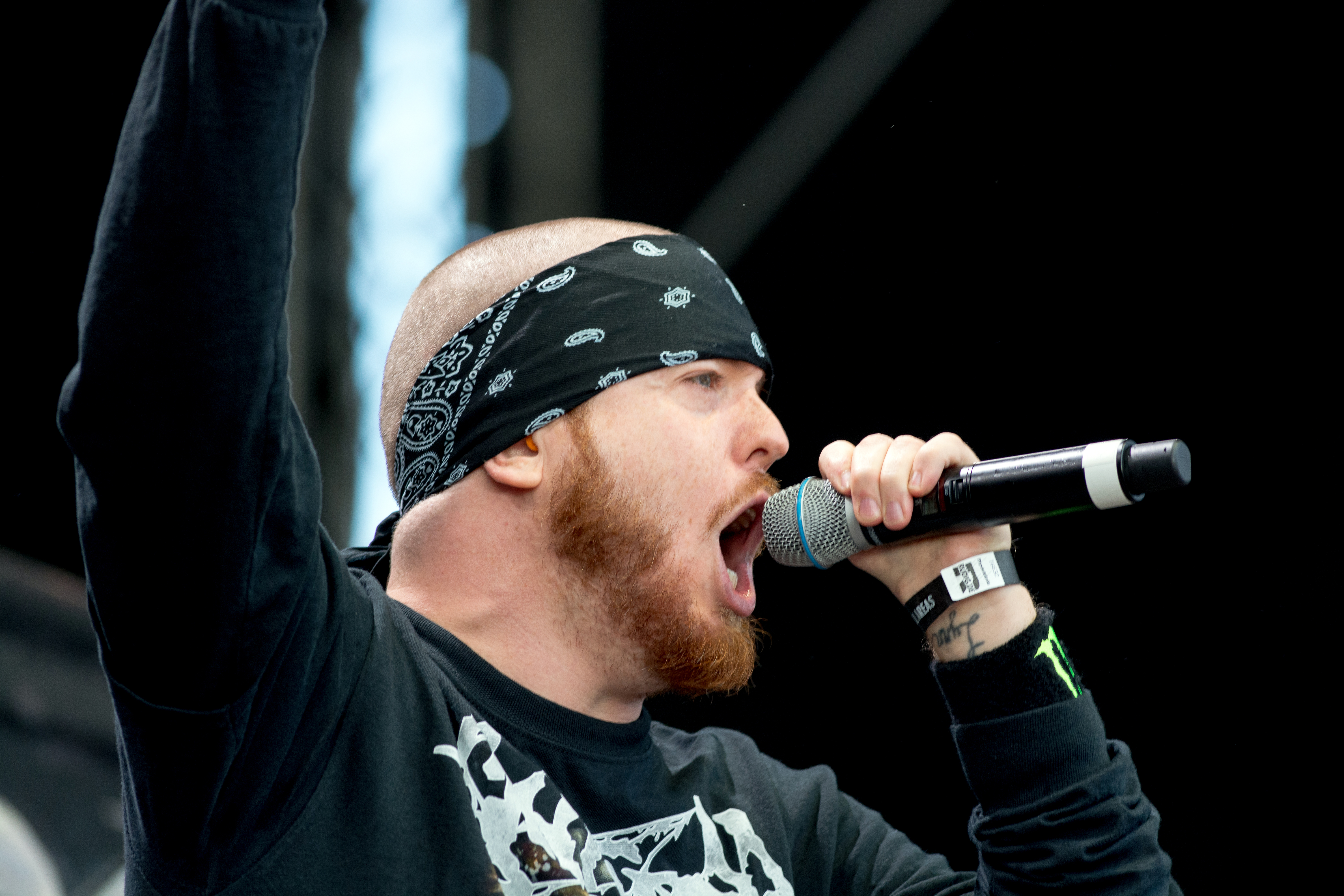
ジェイミー・ジャスタ(Vo) 2017年
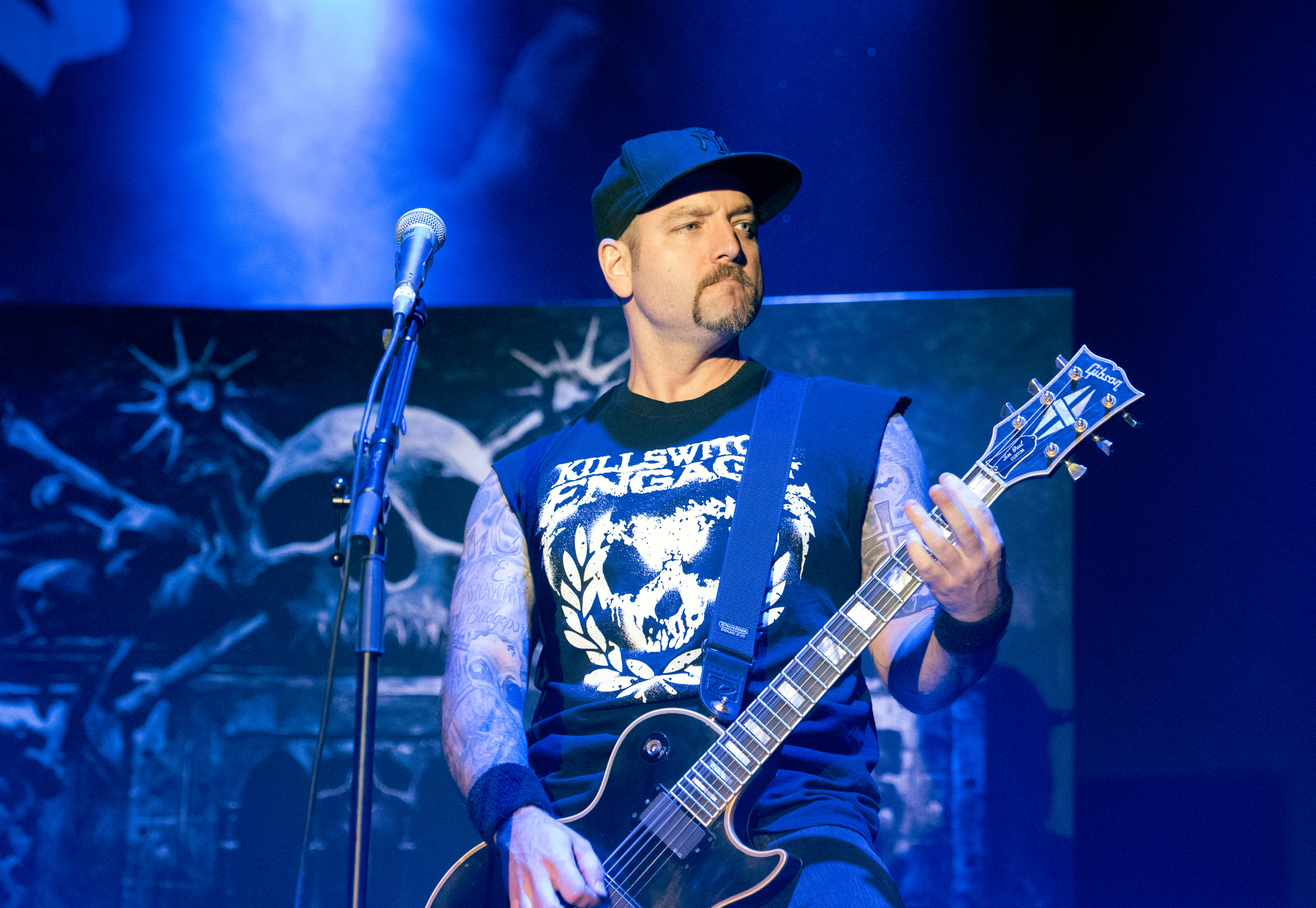
ウェイン・ロジナック(G) 2016年
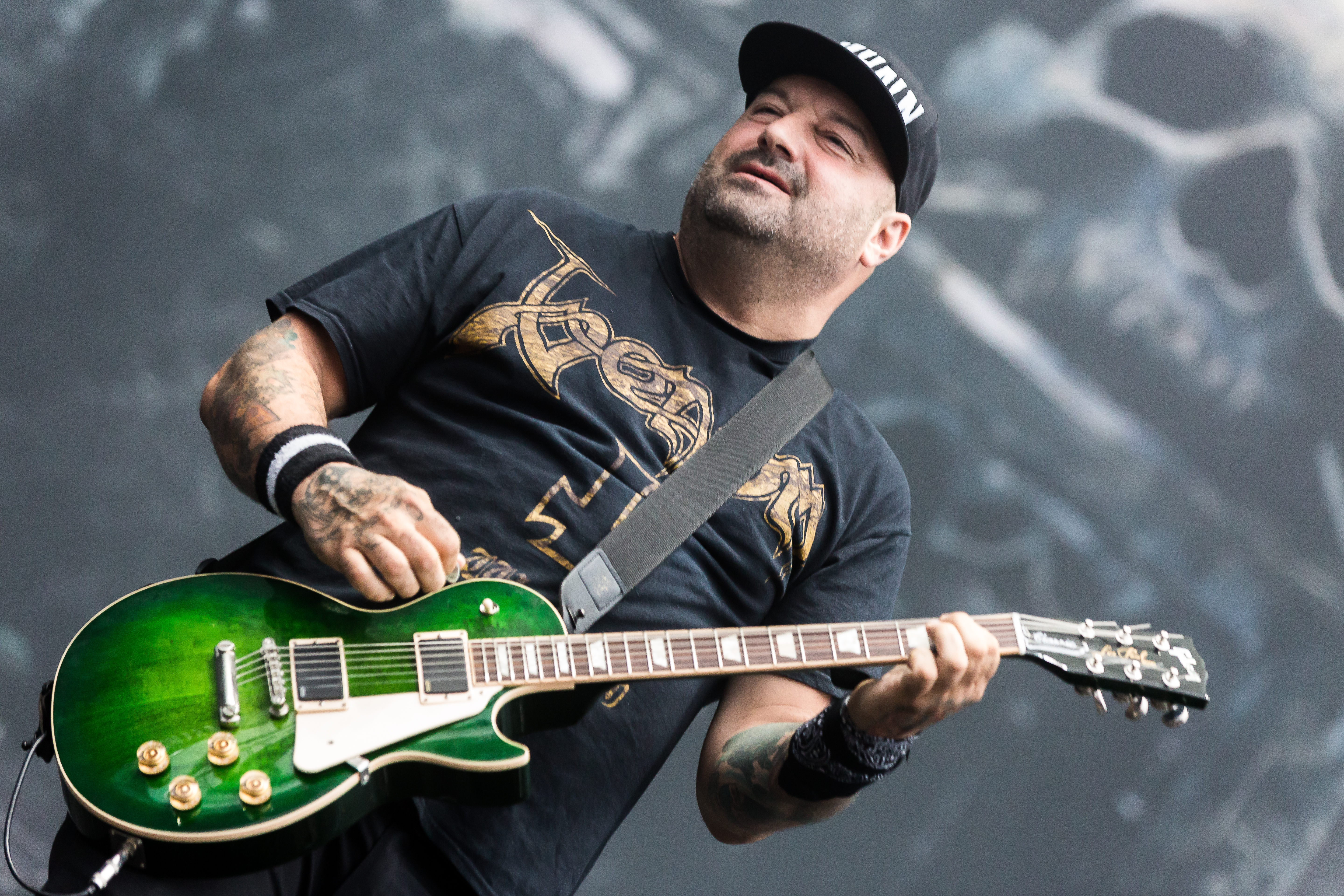
フランク・ノヴィネック(G) 2018年
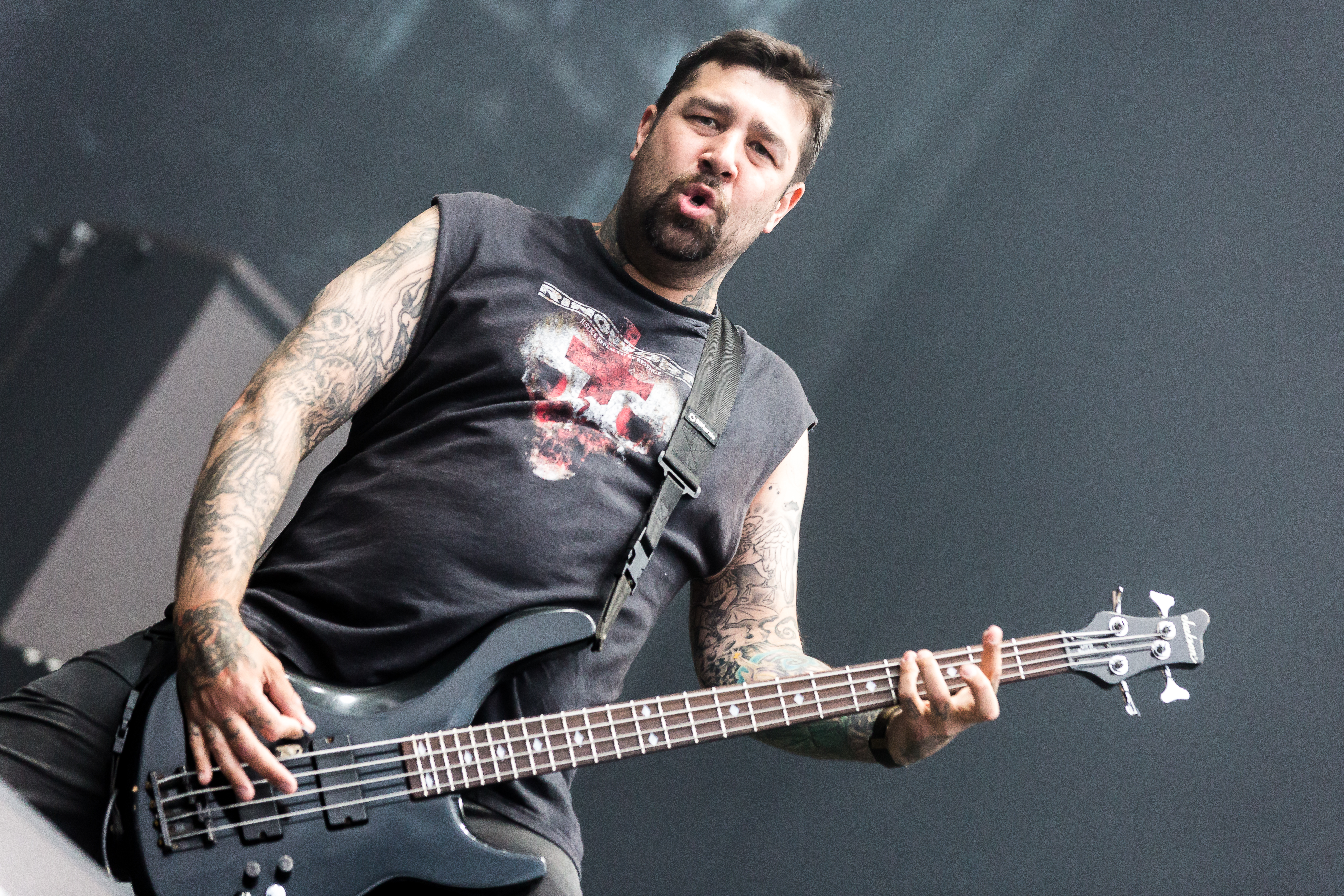
クリス・ビーティー(B) 2018年
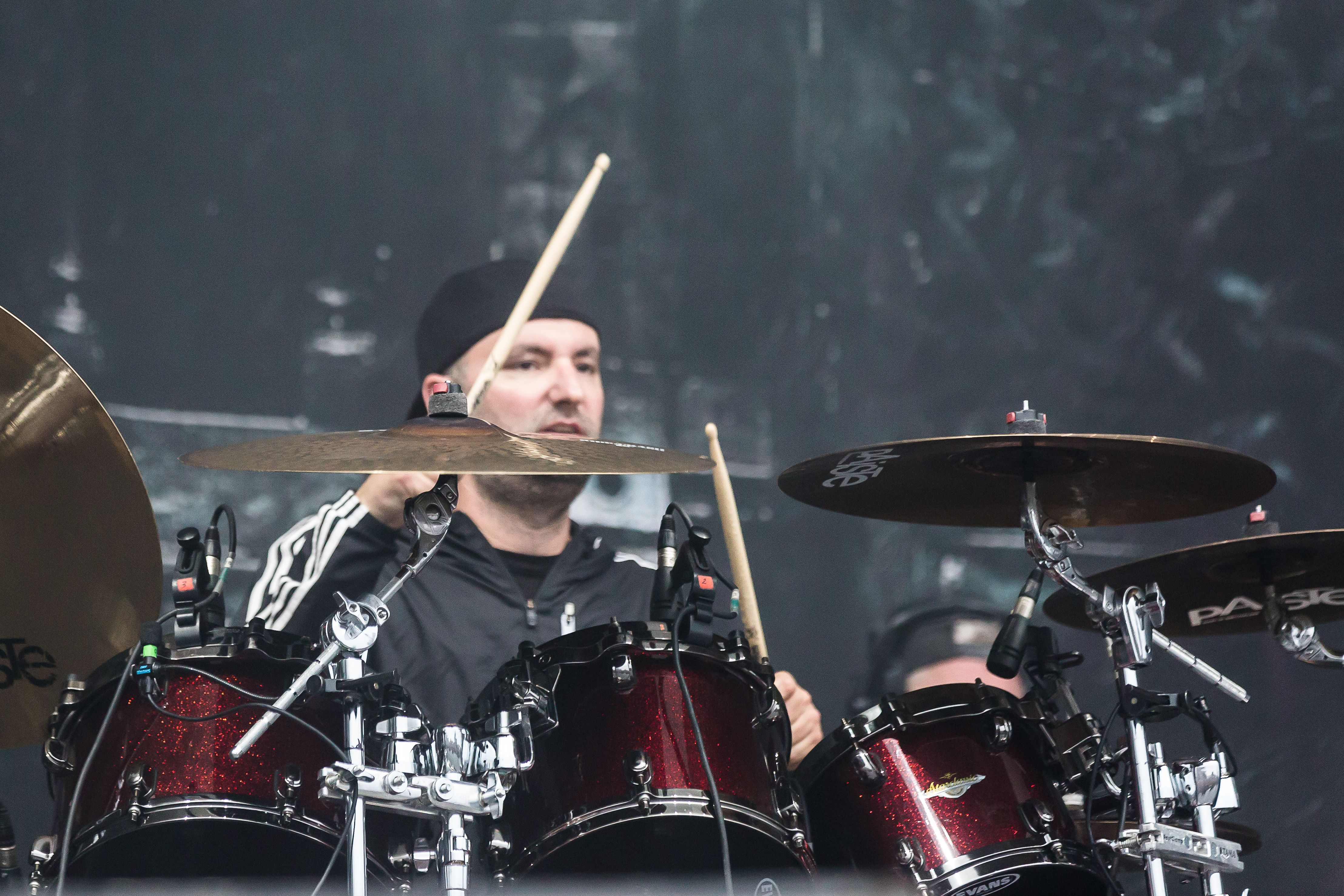
マット・バーン(Dr) 2018年

### 旧メンバー
- ラリー・ドワイヤー・ジュニア (Larry Dwyer, Jr.) - リズムギター (1994–1996)
- デイヴ・ルッソ (Dave Russo) - ドラムス (1994–1996)
- ニック・パパントニウー (Nick "Nickel P" Papantoniou) - ドラムス (1996–1997)
- マット・マッキントッシュ (Matt McIntosh) - ギター (1996–1999)
- ルー “ボウルダー” リチャーズ (Lou Richards) - ギター (1997–2002)　♰RIP.2006[4]
- ジェイミー・マッケンハウプト (Jamie "Pushbutton" Muckinhaupt) - ドラムス (1997–1999)
- リッグ・ロス (Rigg Ross) - ドラムス (1999–2001)
- ショーン・マーティン (Sean Martin) - ギター (2000–2009)

## ディスコグラフィー

### アルバム
- サティスファクション・イズ・ザ・デス・オヴ・デザイア - Satisfaction Is the Death of Desire （1997年）
- パーシヴィランス - Perseverance （2002年）
- ザ・ライズ・オヴ・ブルータリティ - The Rise of Brutality （2003年）
- スプレマシー - Supremacy （2006年）
- フォー・ザ・ライオンズ - For the Lions （2009年）
- ヘイトブリード - Hatebreed （2009年）
- ザ・ディヴィニティ・オブ・パーパス - The Divinity of Purpose （2013年）
- ザ・コンクリート・コンフェッショナル - The Concrete Confessional （2016年)[5]
- ウェイト・オブ・ザ・フォルス・セルフ - Weight Of The False Self（2020年）

### EP
- Under The Knife （1997年）

### 映像
- Live Dominance  （2008年）

## 来日公演
2002年
- 12月15日 Beast Feast 2002

2005年
「EXTREME THE DOJO Vol.12」
- 2月7日 渋谷クラブクアトロ
- 2月9日 心斎橋クラブクアトロ
- 2月10日 名古屋クラブクアトロ

2006年
- 10月15日 LOUD PARK 06

2007年
- 3月7日 心斎橋クラブクアトロ
- 3月8日 原宿アストロホール
- 3月9日 渋谷クラブクアトロ

2009年
- 10月18日 LOUD PARK 09

2010年
-The Black Procession Tour- (マシーン・ヘッド、ブリーディング・スルー、crossfaithとのツアー)
- 3月16日 渋谷O-EAST
- 3月17日 渋谷O-EAST
- 3月18日 心斎橋クラブクアトロ

「-Headlining Tour-」
- 11月8日 心斎橋クラブクアトロ
- 11月10日 今池 THE BOTTOM LINE
- 11月11日 渋谷クラブクアトロ